# Hubert Parot
Hubert Parot, född den 23 maj 1933 i Athis-Mons, död 14 januari 2015, var en fransk ryttare.
Han tog OS-guld i lagtävlingen i hoppning i samband med de olympiska ridsporttävlingarna 1976 i Montréal.